# Zakrzewo (powiat włocławski)
Zakrzewo – wieś w Polsce położona w województwie kujawsko-pomorskim, w powiecie włocławskim, w gminie Baruchowo.
W latach 1975–1998 miejscowość należała administracyjnie do województwa włocławskiego. Według Narodowego Spisu Powszechnego (III 2011 r.) liczyła 197 mieszkańców. Jest ósmą co do wielkości miejscowością gminy Baruchowo.